# Edykt Karakalli
Edykt Karakalli, znany także jako Constitutio Antoniniana – dokument wydany w 212 roku, przyznający wszystkim wolnym mieszkańcom Cesarstwa Rzymskiego (oprócz peregrini dedicti) prawa obywateli rzymskich.
Nazwa edyktu pochodzi od Karakalli, czyli Marcusa Aureliusa Antoninusa, cesarza rzymskiego, któremu przypisuje się autorstwo dokumentu.
Na katalog praw obywateli rzymskich składały się:
1. Prawo do głosowania (łac. ius suffragii);
2. Prawo do służby w legionach rzymskich (ius militiae);
3. Prawo do wyboru na urząd państwowy (ius Honorum);
4. Prawo do odwołania się do opinii publicznej, jeżeli wyrok wydany przez sąd wydawał się niesprawiedliwy (ius provocationis);
5. Prawo do posiadania własności (ius census).

Prawa obywateli rzymskich, do jakich zalicza się również edykt Karakalli, były pierwotnie zarezerwowane dla obywateli miasta Rzymu. Od 89 p.n.e. w wyniku wojny ze sprzymierzeńcami przyznawano je wszystkim wolnym mieszkańcom Italii. W chwili promulgacji edyktu część tych uprawnień, jak ius suffragii, miała znaczenie wyłącznie historyczne. Provocatio ad populum zostało zastąpione przez odwołanie do cesarza (łac. appellatio ad Caesarem).
Cesarz uzasadniał swoje posunięcie argumentami religijnymi (zyskanie przychylności bogów). 
Ówczesny historyk Kasjusz Dion przypisywał edyktowi motywacje wyłącznie fiskalne (rozszerzenie podatków obciążających obywateli rzymskich na większość ludności bez zwolnienia jej z dotychczasowych świadczeń).
Tekst greckiego przekładu edyktu znany jest z zachowanego fragmentarycznie papirusu Gissen 40 (odkrytego w 1902 r. w egipskiej wiosce Aszmunejn i opublikowanego przez P. Meyera w 1910) zawierającego też odpisy dwóch innych datowanych edyktów. Około 1/3 tekstu wymaga rekonstrukcji, stąd istnieją rozbieżności w interpretacji szczegółów.
W 2017 roku dokument został wpisany na listę UNESCO Pamięć Świata.